# Nuoto di fondo ai campionati europei di nuoto 2022 - 25 km femminili
La gara dei 25 km in acque libere femminile ai Campionati europei di nuoto 2022 si è svolta il 20 agosto al Lido di Ostia, in Italia.
Dopo quasi quattro ore dallo start ed oltre 15 km percorsi, la gara dei 25 km è stata interrotta a causa delle condizioni avverse del mare. Dopo due ore dall'interruzione il Comitato tecnico LEN Open Water ha deciso di annullare la classifica poiché i Chief Referees (giudici di gara) non avevano una visione della classifiche finale di gara.
Il 25 novembre 2022 la LEN ha annunciato la revisione dei risultati di alcune gare di nuoto di fondo tra cui la 25km degli Europei 2022, assegnando ufficialmente le medaglie ed i premi agli atleti in base alla classifica (senza tempi) al momento della sospensione della gara, anche sulla base delle immagini televisive.

## Medaglie
| Posizione | Atleti           | Paese   |
| --------- | ---------------- | ------- |
| Oro       | Caroline Jouisse | Francia |
| Argento   | Barbara Pozzobon | Italia  |
| Bronzo    | Veronica Santoni | Italia  |

## Risultati
La gara ha avuto inizio alle 10:05 (UTC+1 ora locale).
| Pos.    | Atleta                   | Nazionalità | Tempo |
| ------- | ------------------------ | ----------- | ----- |
| Oro     | Caroline Jouisse         | Francia     |       |
| Argento | Barbara Pozzobon         | Italia      |       |
| Bronzo  | Veronica Santoni         | Italia      |       |
| 4       | Lara Grangeon de Villele | Francia     |       |
| 5       | Lisa Pou                 | Francia     |       |
| 6       | Vivien Balogh            | Ungheria    |       |
| 7       | Silvia Ciccarella        | Italia      |       |
| 8       | Elea Linka               | Germania    |       |
| 9       | Luca Vas                 | Ungheria    |       |